# Certificado Internacional de Vacinação ou Profilaxia

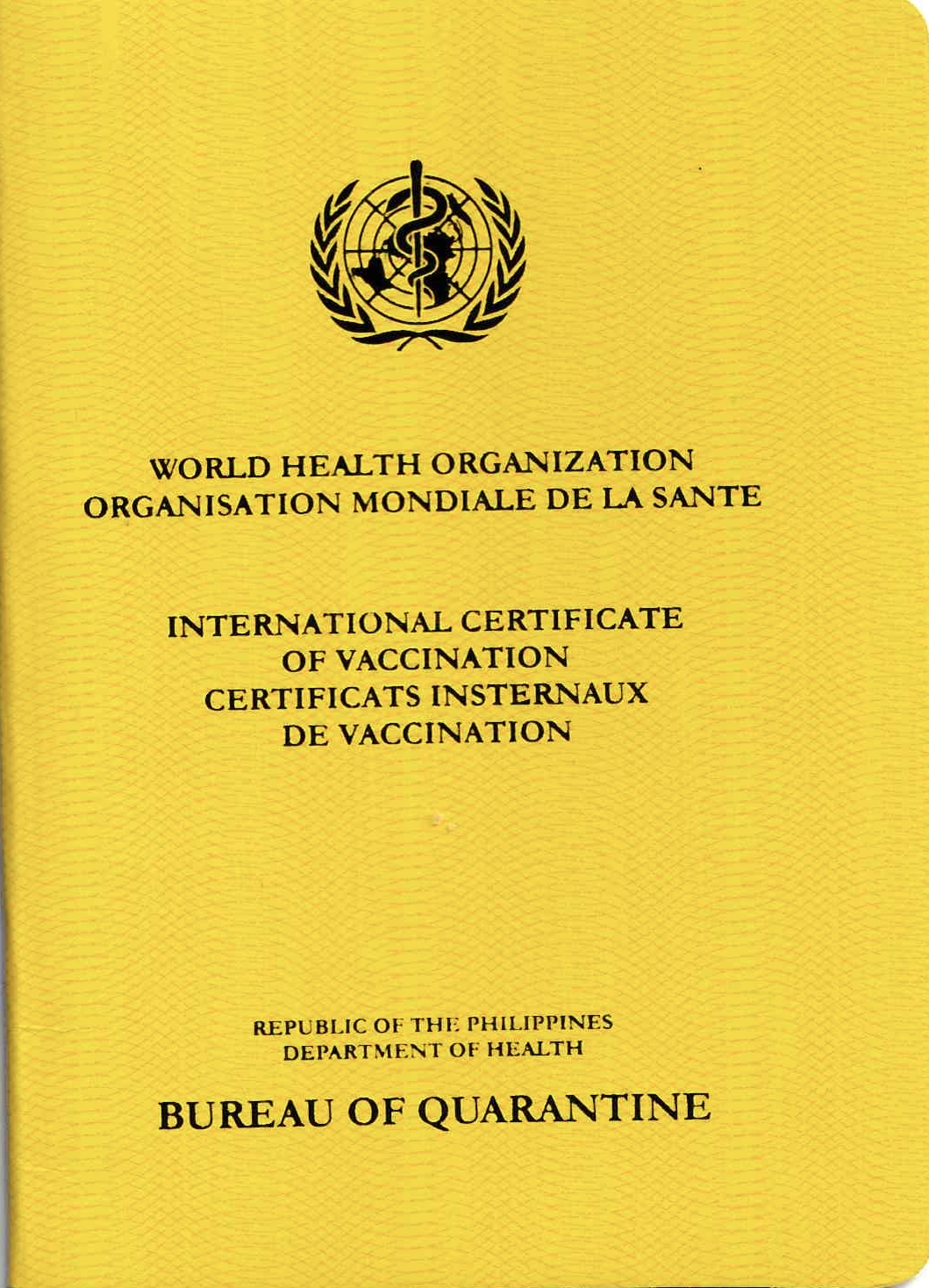
Capa do novo Certificado Internacional de Vacinação ou Profilaxia emitido pelo Bureau of Quarantine nas Filipinas desde 2021.

O Certificado Internacional de Vacinação ou Profilaxia (CIVP), também conhecido como Carte Jaune ou Yellow Card, é um relatório oficial de vacinação criado pela Organização Mundial da Saúde (OMS). Como documento de viagem, é uma espécie de passaporte médico reconhecido internacionalmente e pode ser exigido para a entrada em determinados países onde há maiores riscos à saúde dos viajantes.

## Países que requerem o CIVP
Periodicamente, a OMS atualiza em seu portal a lista de países que requerem o Certificado Internacional de Vacinação e Profilaxia. A última atualização, datada de novembro de 2022, contava com os seguintes países.
| África             | África                         | África          |
| ------------------ | ------------------------------ | --------------- |
| África do Sul      | Angola                         | Argélia         |
| Botsuana           | Burkina Faso                   | Burundi         |
| Cabo Verde         | Camarões                       | Chade           |
| República do Congo | República Democrática do Congo | Costa do Marfim |
| Djibouti           | Egito                          | Eritreia        |
| Essuatíni          | Etiópia                        | Gabão           |
| Gâmbia             | Gana                           | Guiné           |
| Guiné-Bissau       | Guiné Equatorial               | Libéria         |
| Madagascar         | Malawi                         | Mali            |
| Mauritânia         | Mayotte                        | Moçambique      |
| Namíbia            | Níger                          | Nigéria         |
| Quênia             | República Centro-Africana      | Ruanda          |
| Santa Helena       | São Tomé e Príncipe            | Seicheles       |
| Senegal            | Serra Leoa                     | Sudão do Sul    |
| Tanzânia           | Togo                           | Uganda          |
| Zâmbia             | Zimbábue                       |                 |

| Américas                      | Américas                 | Américas        |
| ----------------------------- | ------------------------ | --------------- |
| Antígua e Barbuda             | Aruba                    | Bahamas         |
| Barbados                      | Bolívia                  | Bonaire         |
| Colômbia                      | Costa Rica               | Cuba            |
| Curaçao                       | Dominica                 | El Salvador     |
| Equador (incluindo Galápagos) | Granada                  | Guadalupe       |
| Guatemala                     | Guiana                   | Guiana Francesa |
| Haiti                         | Honduras                 | Ilha de Páscoa  |
| Jamaica                       | Martinica                | Monserrate      |
| Nicarágua                     | Panamá                   | Paraguai        |
| República Dominicana          | Santa Lúcia              | Santo Eustáquio |
| São Bartolomeu                | São Cristóvão e Neves    | São Martinho    |
| São Martinho (Países Baixos)  | São Vicente e Granadinas | Suriname        |
| Venezuela                     | Wallis e Futuna          |                 |

| Ásia e Europa   | Ásia e Europa          | Ásia e Europa |
| --------------- | ---------------------- | ------------- |
| Albânia         | Arábia Saudita         | Bahrein       |
| Bangladesh      | Brunei Darussalam      | Camboja       |
| Catar           | Cazaquistão            | China         |
| Coreia do Norte | Emirados Árabes Unidos | Filipinas     |
| Índia           | Indonésia              | Irã           |
| Maldivas        | Myanmar                | Nepal         |
| Omã             | Paquistão              | Singapura     |
| Sri Lanka       | Tailândia              |               |

| Oceania e Pacífico | Oceania e Pacífico | Oceania e Pacífico |
| ------------------ | ------------------ | ------------------ |
| Austrália          | Fiji               | Ilha de Páscoa     |
| Ilhas Salomão      | Niue               | Nova Caledônia     |
| Papua Nova Guiné   | Pitcairn           | Polinésia Francesa |